# Central Nuclear McGuire

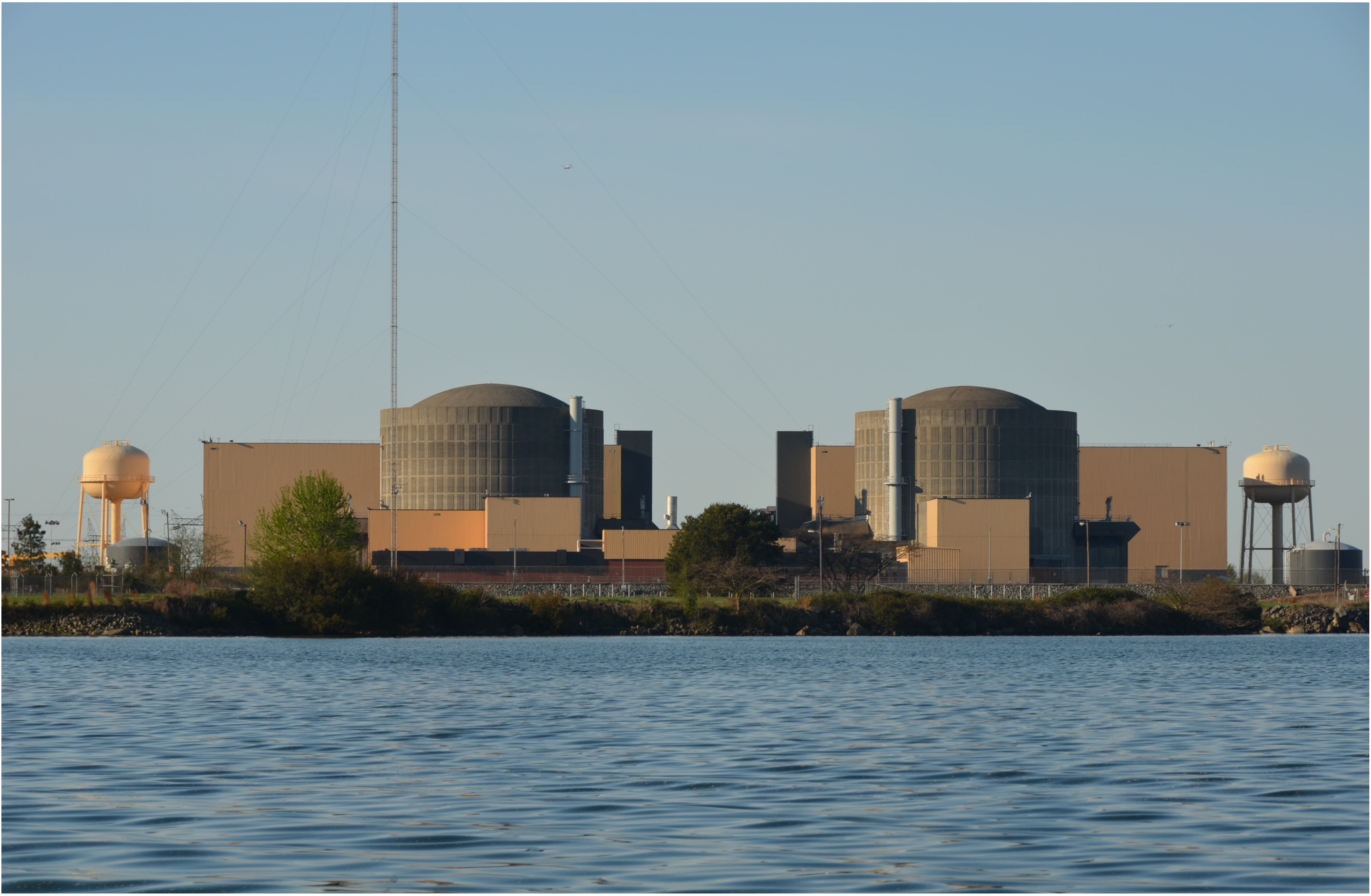
La Central Nuclear McGuire vista desde extremo del Lago Norman el cual utiliza para refrigerarse

La Central Nuclear McGuire está situada aproximadamente a 27 km al noroeste de Charlotte, Carolina del Norte, en el Lago Norman, un lago artificial de 132 km² creado en 1963 por Duke Power para la Cowens Ford Hydroelectric Station. Las unidades de McGuire utilizan el agua del lago para refrigeración.
Esta planta tiene dos reactores de agua a presión de Westinghouse.